# Kněží hora (hradiště)
Hradiště na Kněží hoře je raně středověké slovanské hradiště na vrcholu kopce Katovická hora, kterému se také říkalo Kněží hora, v okrese Strakonice, asi 6 km západně od města Strakonice. Areál hradiště je chráněn jako kulturní památka.

## Popis a archeologické výzkumy
Jedná se o elipsovité hradiště o celkové rozloze asi osm hektarů. Samotnou akropoli obepíná po celém obvodu val. Ze severu je k ní připojeno vnitřní a vnější předhradí. Všechny tři části jsou opevněny mohutnými valy, vnější a vnitřní předhradí dokonce valem dvojitým. Jednalo se zřejmě o dřevohlinité opevnění s čelní na sucho kladenou kamennou plentou. 
Menší archeologický výzkum této lokality podnikl roku 1946 jihočeský archeolog Bedřich Dubský (1880–1957), který  se popisu hradiště věnoval již v roce 1928 v publikaci Slovanský kmen na střední Otavě.
Archeologové datují hradiště do 9. století. Nalezeny byl základy pravoúhlého objektu a na vnějším předhradí zachovalá pec. V prostoru akropole byly identifikovány kamenné základy větší budovy, rozebrané v minulosti. Opevněná plocha má velikost 8 ha. Podle výzkumu z roku 2016 zde lidé žili již 9 000 let před naším letopočtem, vlastní hradiště zaniklo v 11. století.
Hradiště na Kněží hoře spolu s Hradcem u Řepice, Hradcem u Němětic a Hradištěm u Libětic střežilo strakonickou kotlinu.